# 洞溪 (亚利桑那州)
洞溪（英語：Cave Creek）是美国亚利桑那州马里科帕县下属的一座城鎮。面积约为37.92平方英里（约合98.2平方公里）。根据2010年美国人口普查，该鎮有人口5,015人，人口密度为132.3/平方英里。